# Iago mangalorensis
Iago mangalorensis (Cubelio, Remya & Kurup, 2011) è una specie di palombo della famiglia dei Triakidi.

## Descrizione
Questa specie è caratterizzata da un corpo molto snello dai toni bronzei; testa breve, occhi e aperture branchiali grandi; pinne dorsali piccole e basse, la prima delle quali ha origine sopra la base delle pinne pettorali; pinne pettorali piccole; lobo inferiore della pinna caudale piccolo. È di colore marrone scuro dorsalmente e più chiaro ventralmente. Per quanto riguarda le dimensioni, sono disponibili solo quelle di un maschio che misurava 57,7 cm.

## Distribuzione e habitat
Originario delle acque dell'oceano Indiano occidentale, è presente dal golfo di Aden all'India sud-occidentale, fino a 183 m di profondità.

## Biologia
È una specie semi-pelagica dalle abitudini pressoché sconosciute.